# Filo Farré Anguera
Filo Farré i Anguera (l'Espluga de Francolí, 1950) és una mestra, pedagoga i filòloga catalana. És considerada un referent en l'ensenyament del català i en l'impuls de la normalització lingüística a la Conca del Barberà, comarca en la que ha contribuït a l'educació dels infants i en la formació dels docents apostant per la renovació pedagògica. Ha estat assessora del Servei d'Ensenyament del Català (SEDEC) a les comarques de Tarragona i Terres de l'Ebre, i ha treballat al Centre de Recursos Pedagògics (CRP) de la Conca de Barberà.
És cofundadora de l'Agrupament Escolta l'Estornell col·labora a l'Espluga FM Ràdio i a la revista El Francolí. A les eleccions municipals espanyoles de 1999 fou escollida regidora de l'ajuntament de l'Espluga de Francolí per Convergència i Unió, càrrec que va renovar a les eleccions municipals espanyoles de 2003. De 1999 a 2007 fou regidora d'Ensenyament, Informació, Comerç i turisme, i de 2003 a 2007 fou consellera d'ensenyament del Consell Comarcal de la Conca de Barberà.
En 2016 va rebre el Premi d'Honor de la Conca de Barberà -Menció de Serveis Distingits i un dels Premis d'Actuació Cívica de la Fundació Lluís Carulla.